# بروك (أونتاريو)
بروك، أونتاريو (بالإنجليزية: Brock) هي مدينة كندية تقع في مقاطعة أونتاريو. تبلغ مساحة هذه المدينة 423.3067 (كم²)، ويبلغ عدد سكانها 11979 نسمة حسب إحصاء سنة 2006 م، بينما كان يسكنها 12110 نسمة في سنة 2001 م. تحتل هذه المدينة المرتبة رقم 311 بين مدن كندا حسب عدد السكان والمرتبة رقم 119 في المقاطعة. نما عدد السكان في هذه المدينة بنسبة (-1.1) بين العامين المذكورين.

## أعلام
- جوزيف سانت جون

## وصلات خارجية
- الأطلس الحكومي لكندا
- إحصاءات كندا مع ساعة تعداد السكان